# Cheirotonus fujiokai
Cheirotonus fujiokai är en skalbaggsart som beskrevs av Muramoto 1994. Cheirotonus fujiokai ingår i släktet Cheirotonus och familjen Euchiridae. Inga underarter finns listade i Catalogue of Life.